# Bei Shan
Bei Shan är ett bergsområde i nordvästra delen av den kinesiska provinsen Gansu, mellan öknarna Gobi och Takla Makan.